# 알렉세이 미란추크
알렉세이 안드레예비치 미란추크 (Алексей Андреевич Миранчук, 1995년 10월 17일 ~ )는 러시아의 축구 선수로 현재 미국 메이저 리그 사커의 애틀랜타 유나이티드에서 공격형 미드필더와 공격수로 뛰고 있으며 스위스 슈퍼리그의 FC 시옹에서 뛰고 있는 안톤 미란추크의 쌍둥이 형으로 알려져 있다.
2020년 9월 4일 아탈란타는 알렉세이 미란추크의 영입을 발표했다. 언론 보도에 따르면 이적료는 1500만 유로이다.